# Glypta rufitibialis
Glypta rufitibialis là một loài tò vò trong họ Ichneumonidae.